# Крістіна Сальмська
Крістіна Катаріна Сальмська (нім. Christine von Salm) (нар. травень 1575 — пом. 31 грудня 1627) — німецька шляхтянка XVI—XVII століття з дому Сальм, донька графа Пауля Сальм-Баденвайлерського та Марі ле Веннор де Тійєре, дружина герцога Лотаринзького Франсуа II.

## Життєпис
Крістіна Катаріна народилась у Сальмі у травні 1575 року єдиною донькою в родині графа Пауля цу Сальм-Баденвайлер, барона Бранденбурзького, та його дружини Марі ле Веннор де Тієре. Мала брата Карла, що помер у 1588.
15 квітня 1597 Крістіна стала дружиною за 25-річного принца Лотаринзького Франсуа, що носив титул графа де Водемон і був молодшим сином правлячого герцога Лотарингії Карла III. У шлюбі народила шестеро дітей.
У 1624 році помер старший брат Франсуа, залишивши двох доньок. Це дало привід чоловіку Крістіни претендувати на престол. Генеральні штати підтримали його вимогу і у листопаді 1625 року Франсуа став герцогом Лотарингії. За п'ять діб він зрікся престолу на користь сина. 
Крістіна Катаріна Сальмська померла 31 грудня 1627 року. 

## Родина
Чоловік — Франсуа II, герцога Лотаринзький
Дітиː 
- Генріх (1602—1611) — маркіз д'Аттоншатель, помер в дитячому віці;
- Карл (1604—1675) — герцог Лотарингії, був одружений тричі, мав трьох дітей від другого шлюбу та позашлюбного сина;
- Генрієтта (1605—1660) — була чотири рази одружена;
- Ніколя Франсуа (1609—1670) — герцог Лотарингії, був одруженим з Клод Лотаринзькою, мав п'ятьох дітей;
- Маргарита (1615—1672) — дружина принца Гастона Орлеанського, сина Генріха IV, мала п'ятеро дітей;
- Крістіна (1621—1622) — померла в ранньому віці.